# Suisse aux Jeux olympiques d'hiver de 1972
La Suisse participe aux Jeux olympiques d'hiver de 1972 à Sapporo, au Japon. Elle y remporte dix médailles : quatre d'or, quatre d'argent et trois de bronze, se classant à la 3e place au tableau des médailles. La délégation suisse compte 52 sportifs.

## Médailles
| Médaille                            | Nom                                                      | Sport       | Compétition                   |
| ----------------------------------- | -------------------------------------------------------- | ----------- | ----------------------------- |
| Médaille d'or, Jeux olympiques      | Werner Camichel Edy Hubacher Hans Leutenegger Jean Wicki | Bobsleigh   | Bob à quatre hommes           |
| Médaille d'or, Jeux olympiques      | Marie-Theres Nadig                                       | Ski alpin   | Descente femmes               |
| Médaille d'or, Jeux olympiques      | Marie-Theres Nadig                                       | Ski alpin   | Slalom géant femmes           |
| Médaille d'or, Jeux olympiques      | Bernhard Russi                                           | Ski alpin   | Descente hommes               |
| Médaille d'argent, Jeux olympiques  | Walter Steiner                                           | Saut à ski  | Grand tremplin hommes         |
| Médaille d'argent, Jeux olympiques  | Edmund Bruggmann                                         | Ski alpin   | Slalom géant hommes           |
| Médaille d'argent, Jeux olympiques  | Roland Collombin                                         | Ski alpin   | Descente hommes               |
| Médaille de bronze, Jeux olympiques | Edy Hubacher Jean Wicki                                  | Bobsleigh   | Bob à deux hommes             |
| Médaille de bronze, Jeux olympiques | Werner Mattle                                            | Ski alpin   | Slalom géant hommes           |
| Médaille de bronze, Jeux olympiques | Albert Giger Eduard Hauser Alfred Kälin Alois Kälin      | Ski de fond | Relais hommes 4x10 kilomètres |